# Дьябате, Саид
Саи́д Дьябате́ (фр. Said Diabate; род. 4 марта 1999) — малийский футболист, нападающий.

## Карьера
В 2021 году стал игроком киргизского клуба «Нефтчи». Дебютировал в Премьер-лиге Киргизии в марте 2021 года в матче против клуба «Алга». Саид вышел в основном составе, но «Нефтчи» проиграл столичной команде со счётом 0:2.